# Walter Huppenkothen
Walter Huppenkothen, född 31 december 1907 i Haan, död 5 april 1979 i Lübeck, var en tysk jurist, Regierungsrat och SS-Standartenführer. 

## Biografi
Huppenkothen blev medlem av NSDAP och Allgemeine-SS år 1933. Han var år 1937 chef för Stapostelle (Staatspolizeileitstelle) Lüneburg. Efter Tysklands invasion av Polen den 1 september 1939 utsågs Huppenkothen till ställföreträdande befälhavare för Einsatzgruppe I under Bruno Streckenbach. Huppenkothen fungerade som förbindelseofficer mellan Einsatzgruppen och 14:e armén. 
Efter attentatet mot Adolf Hitler den 20 juli 1944 blev Huppenkothen medlem av den särskilda kommission (Sonderkommission 20. Juli), som hade till uppgift att spåra upp och åtala misstänkta sammansvurna. I andra världskrigets slutskede fick Huppenkothen i uppdrag att tjänstgöra som åklagare vid ståndrättsförfarandet mot Dietrich Bonhoeffer, Hans Oster, Karl Sack, Ludwig Gehre, Wilhelm Canaris och Hans von Dohnanyi.
År 1956 dömdes Huppenkothen av Bundesgerichtshof till 6 års fängelse, men frisläpptes redan år 1959.